# Aide-toi, le ciel t'aidera (société)
Pour les articles homonymes, voir Aide-toi, le ciel t'aidera.
 (décembre 2018).
Si vous disposez d'ouvrages ou d'articles de référence ou si vous connaissez des sites web de qualité traitant du thème abordé ici, merci de compléter l'article en donnant les références utiles à sa vérifiabilité et en les liant à la section « Notes et références ».
Aide-toi, le ciel t'aidera est une société de tendance libérale fondée au mois d'août 1827 dans le but d'agir sur le corps électoral par des correspondances et des publications. Elle était ainsi destinée à la formation politique des électeurs pour les législatives annoncées en novembre et à coordonner l’action des libéraux, tant monarchistes (doctrinaires) que républicains (démocrates), afin que l'opposition obtienne un maximum de sièges.

## Histoire et organisation
La réunion où la formation de la société a été décidée s'est tenue chez Paravey, ancien conseiller d'État ; elle était présidée par François Guizot. Montalivet y assistait. La raison sociale ou devise fut proposée par Ludovic Vitet, ancien député.
La direction de la Société était confiée à un comité élu au scrutin, tous les trois mois, en assemblée générale ; tout membre résidant ou correspondant devait verser une cotisation mensuelle. L'emploi des fonds et la mise en œuvre des résolutions du comité directeur étaient attribués à un secrétaire : André Marchais.
La société imprima un mouvement vigoureux : des pétitions arrivaient à la Chambre ; les brochures se succédaient rapidement ; l'action de la presse était plus hardie. La société Aide-toi se renforçait incessamment.
Une de ses premières actions fut d'organiser les funérailles du député Jacques-Antoine Manuel, le 24 août 1827. Deux jeunes républicains, Armand Marrast et Louis-Adolphe Robin-Morhéry, furent désignés par la société pour prendre la tête du convoi, suivi par plus de 100 000 personnes; ce fut la première manifestation publique contre la politique de Charles X.
La société Aide-toi, le ciel t'aidera a joué un grand rôle dans les élections de novembre 1827 en retrouvant par exemple 15 500 électeurs « oubliés » durant les élections précédentes, ce qui représentait 18,7% du corps électoral. Son action permit aux libéraux d'obtenir 180 députés, sur 430 sièges. Ce résultat influença le ministère suivant, de sorte que le vicomte de Martignac, qui était royaliste, fut lui aussi tenté par des réformes libérales.
Après les élections, l'Association traversa une période de crise, déchirée entre ceux qui s'estimaient satisfaits et ceux qui souhaitaient sa dissolution. Beaucoup de doctrinaires (monarchistes libéraux) quittèrent l'Association qui affichait désormais clairement sa couleur démocrate. Guizot voulu demeurer membre mais se tint davantage à l'écart du comité directeur.
Les membres les plus radicaux de la Société prirent part à la Révolution de Juillet. L'activité de la société continue sous la monarchie de Juillet sous l'impulsion d'Étienne Garnier-Pagès, jusqu'en 1834.

## Liste des comités directeurs
- Premier comité : Jean-Philibert Damiron, Desclozeaux, Desloges, Paul-François Dubois (de Loire-Atlantique), Tanneguy Duchâtel, Prosper Duvergier de Hauranne, Joubert, Lerminier, Marchais, Paravey, Charles de Rémusat, Charles Renouard, Auguste Sautelet, Ludovic Vitet.
- Deuxième comité : Jules Bastide (homme politique, 1800-1879), Boinvilliers, Dejean, Paul-François Dubois (de Loire-Atlantique), Tanneguy Duchâtel, Prosper Duvergier de Hauranne, François Guizot, Joubert, Lerminier, Marchais, Paravey, Charles de Rémusat, Ludovic Vitet.
- Troisième comité (élu à l'avènement du ministère Martignac, après la retraite des doctrinaires) : Odilon Barrot, Jules Bastide (homme politique, 1800-1879), Boinvilliers, Godefroi Cavaignac, Chevallon, Decruzy, Gyunard, Lamy, Paul-Eugène de Lanjuinais, Marchais, Taschereau, Thomas.
- Quatrième comité (en exercice en juillet 1830) : Odilon Barrot, Jules Bastide (homme politique, 1800-1879), Joseph Bernard, Berville, Boinvilliers, Godefroi Cavaignac, Chevallon, Corcelles, Decruzy, Gassicourt, Guizot, Lamy, Lanjuinais, Marchais, Eusèbe de Salverte, Taschereau, Thomas.
- Cinquième comité (nommé en août 1830) : Odilon Barrot, Jules Bastide (homme politique, 1800-1879), Boinvilliers, Godefroi Cavaignac, Chevallon, Decruzy, Guinard, Lamy, Lanjuinais, Emmanuel de Las Cases, E. Lebreton, Marchais, E. Salverte, Taschereau, Ch. Teste, Thomas, Tonnet.

## Principaux membres de la société
Cette liste a été donnée par Marchais[réf. nécessaire] :
Allegre, Allier, Ambert, Andréossy, Étienne Arago, Audiat, Pierre-François Audry de Puyraveau, Ayliès, Barillon, Ferdinand Barrot, Odilon Barrot, Jules Bastide, Bavoux fils, Pierre-Jean de Béranger (le poète), Jules Bernard, Berville, Auguste Blanqui, Bocage, Bohain, Boinvilliers, Bonnarie, Borrego, Bouchené-Leger, Antoine François Boutron Charlard, Brice, Étienne Cabet, Hippolyte Carnot, Armand Carrel, Casenage, Godefroy Cavaignac, Cavé, Chambolle, Chevallier, Chevallon, Charles Comte, O'Connor, Corcelles fils, B. Dejean, général Demarçay, Desclozeaux, Drolling, Dubochet, Paul-François Dubois, Tanneguy Duchâtel, André Adolphe Duléry de Peyramont, Christian Dumas, Dupont (de Bussac), Dupont-White, Dussart, Maurice Duval, Prosper Duvergier de Hauranne, Fenet, Ferdinand Flocon, Forel, Frayssinaud, Froussard, Fulchiron, Garnier-Pagès, Gauja, Gervais (de Caen), Henri Gisquet, Joseph Guinard, François Guizot, Haussmann, Hingray, Hubert, Georges Humann, François-André Isambert, Hippolyte François Jaubert, Joubert, Alexis de Jussieu, Klein, Lacaze de Montauban, Lafayette père, Lafayette fils, L. Lagarde, Lamy, Paul-Eugène de Lanjuinais, Laprée, Larabit, J. Lasteyrie, Lavalette, Lavocat, Lebon, Lepage, Lerminier, Cauchois-Lemaire, Levasseur, Pierre-Chaumont Liadières, Émile Littré, Adolphe Loève-Veimars, Mabrun, Manuel, Marchais, Marchal, Mérilbon aîné, Montébello, Morhéry, Pagès (de l'Ariège), Pauca, Paravey, Perdonnet, Léon Pillet, Quinette, Raveau, Recurt, Charles de Rémusat, Charles Schœlcher, Sébire, Sentis, Taillandier, Taschereau, Mortimer Ternaux, Charles Teste, Thiars, Thomas, Tonnet, Victor Destutt de Tracy, Ulysse Trélat, Louis Viardot, Visinet, Ludovic Vitet, J. de Wailly, Walferdin, Willocq.